# Curtișoara (gmina Dobrețu)
Curtișoara – wieś w Rumunii, w okręgu Aluta, w gminie Dobrețu. W 2011 roku liczyła 354 mieszkańców.